# Андрейчук, Александра Фёдоровна
Алекса́ндра Фёдоровна Андрейчу́к — советский политический деятель, депутат Верховного Совета СССР 1-го созыва (1938—1946).

## Биография

### Политическая деятельность
Была избрана депутатом Верховного Совета СССР 1-го созыва от Чечено-Ингушской АССР в Совет Национальностей в результате выборов 12 декабря 1937 года.